# Quinteto Ideal de la ACB
El Quinteto Ideal de la ACB, en inglés All-ACB Team, es un galardón que se entrega a los cinco mejores jugadores de la temporada en la Liga ACB. De entre los cinco mejores del quinteto, uno de ellos es elegido el MVP de la ACB.
Los seleccionados los escogen los medios de comunicación, aficionados, entrenadores y los propios jugadores.

## Quintetos por temporada

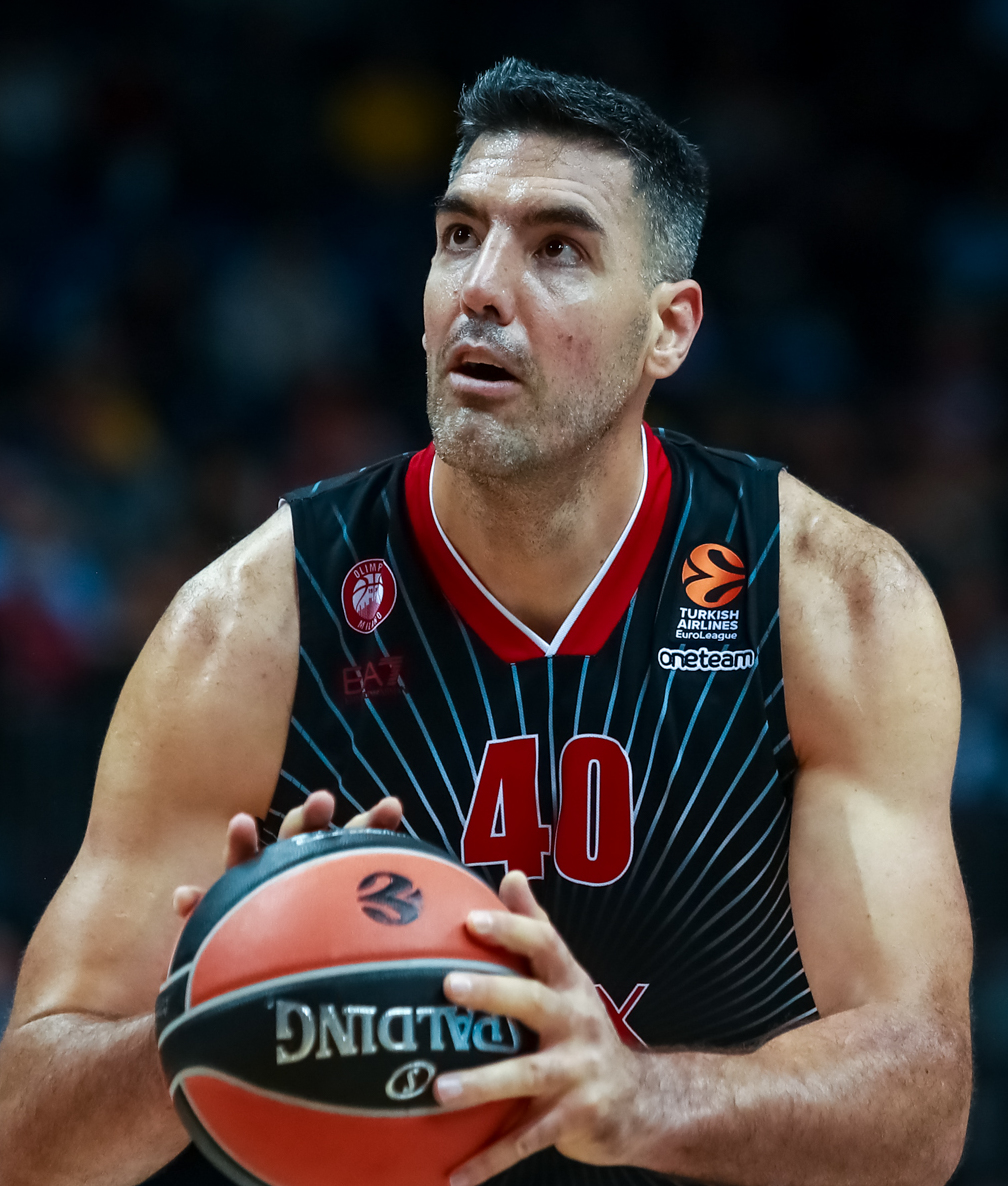
Luis Scola, cuatro veces en el quinteto y dos veces MVP.

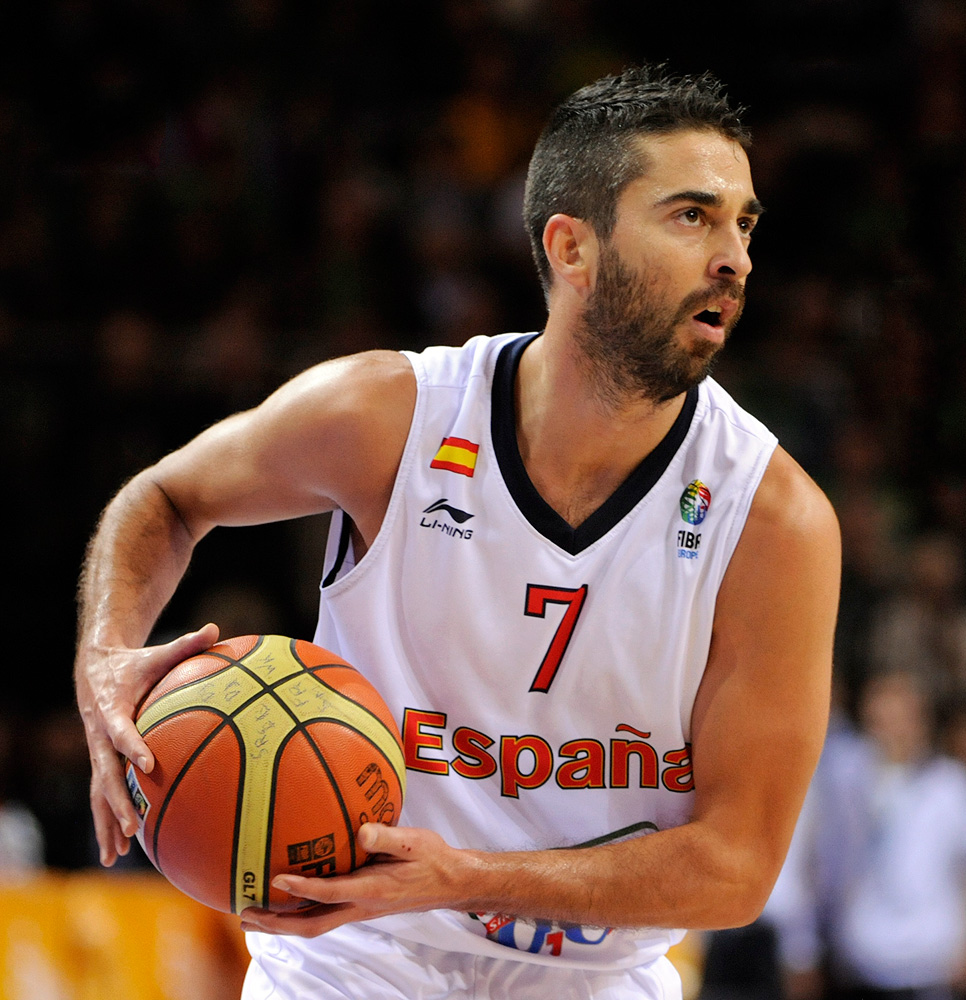
Juan Carlos Navarro, cuatro veces en el quinteto y una vez MVP.

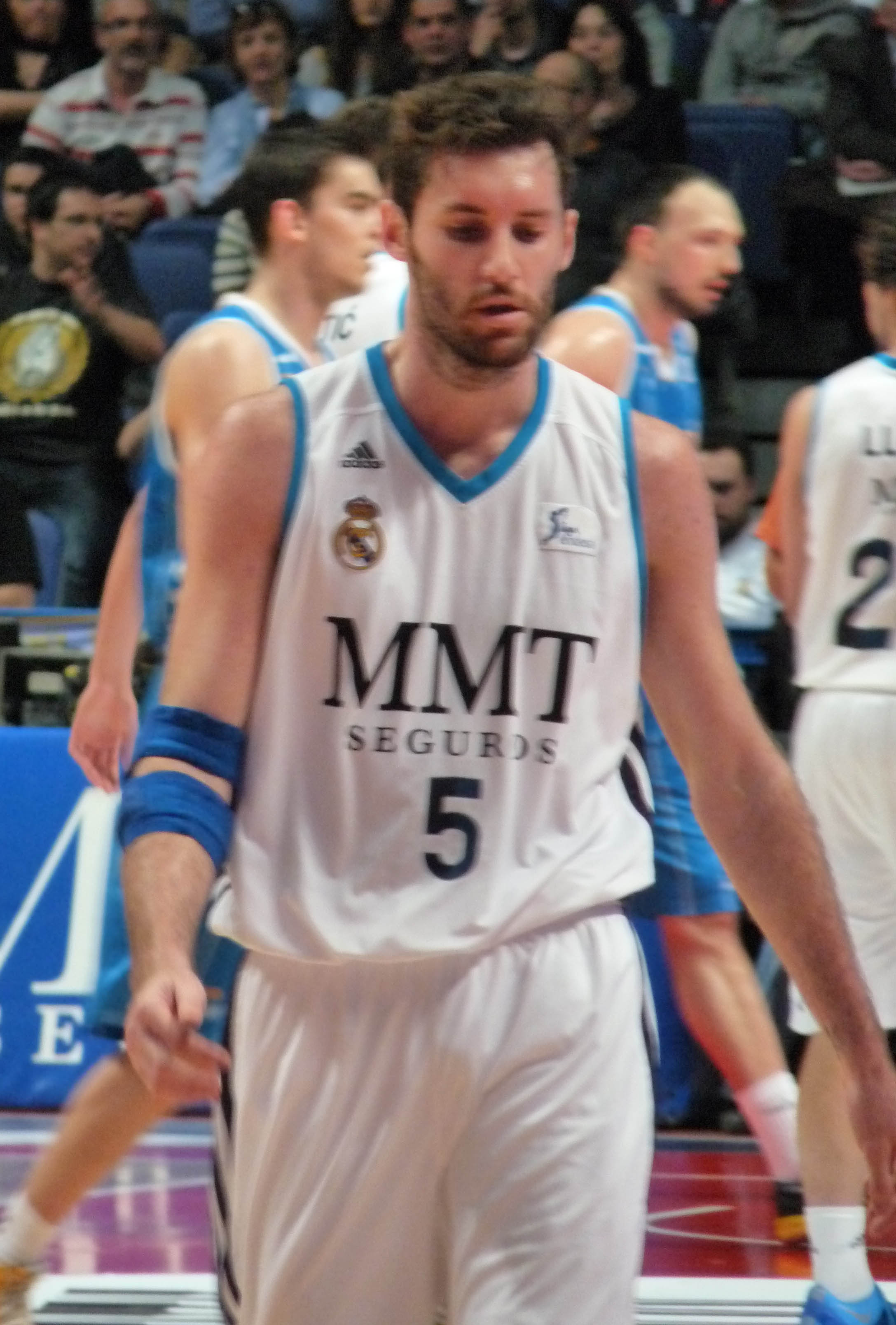
Rudy Fernández, cuatro veces en el quinteto ideal.

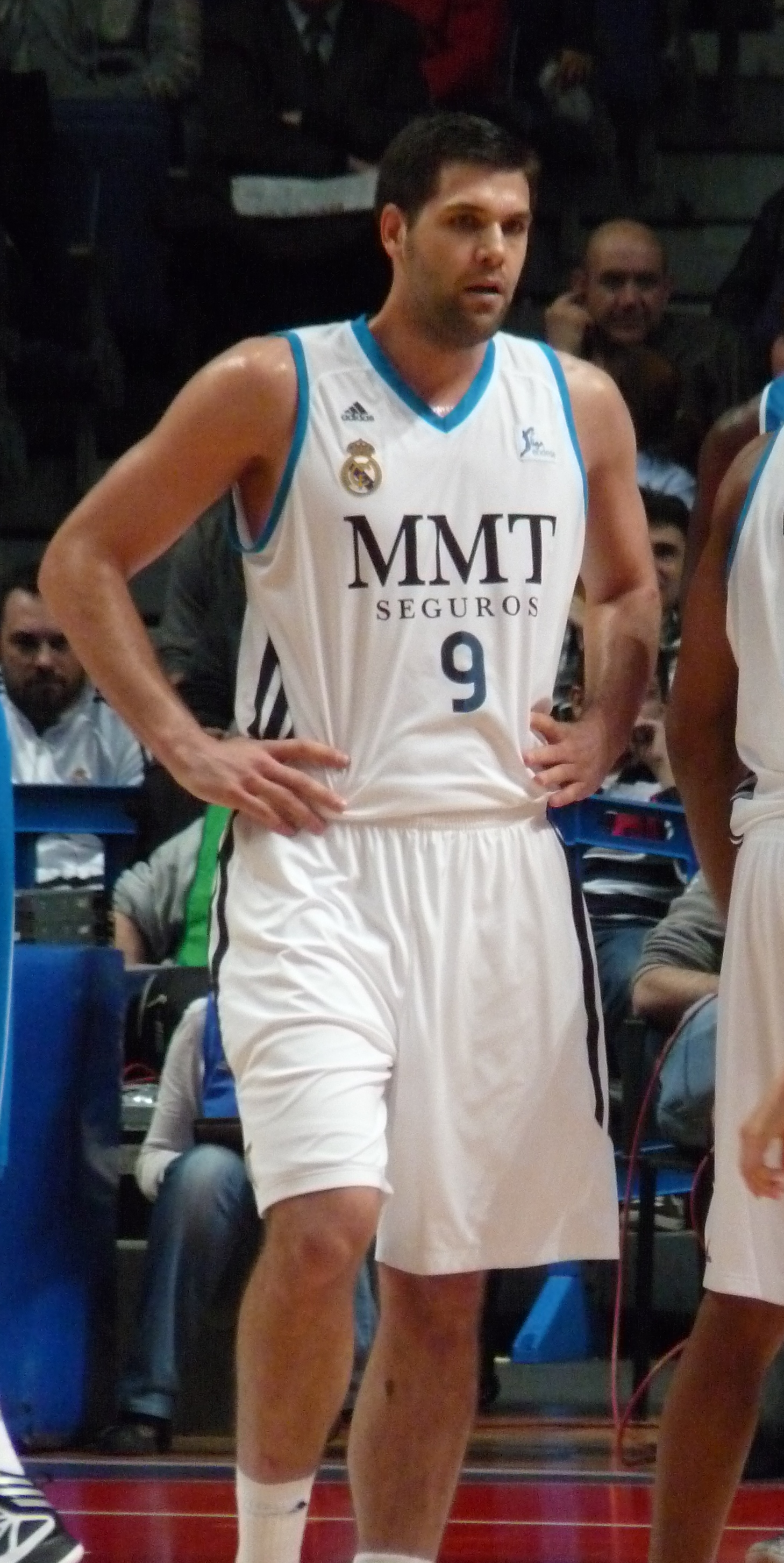
Felipe Reyes, cuatro veces entre los quintetos y una vez MVP.

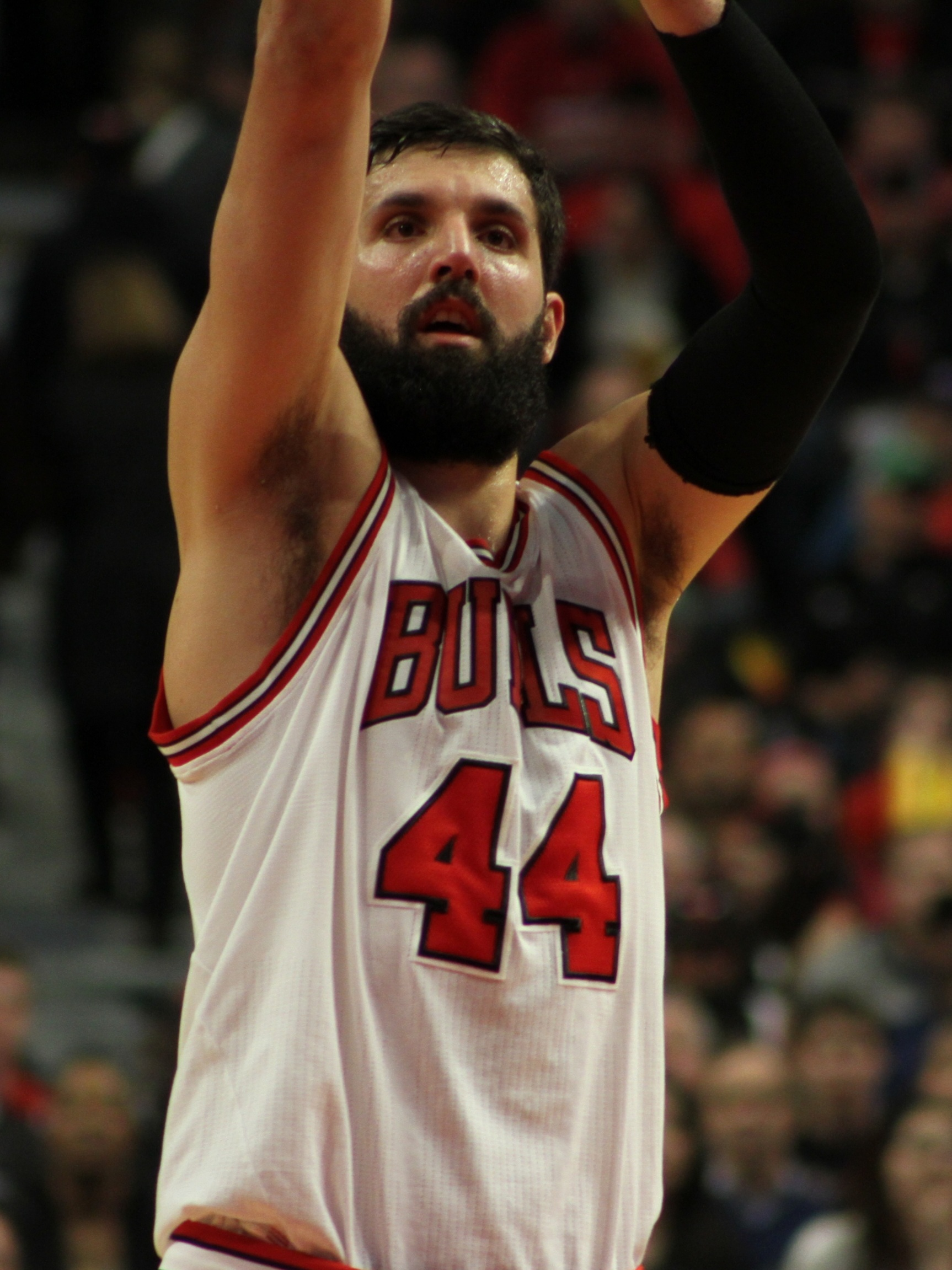
Nikola Mirotić, cuatro veces elegido entre los quintetos y dos veces MVP

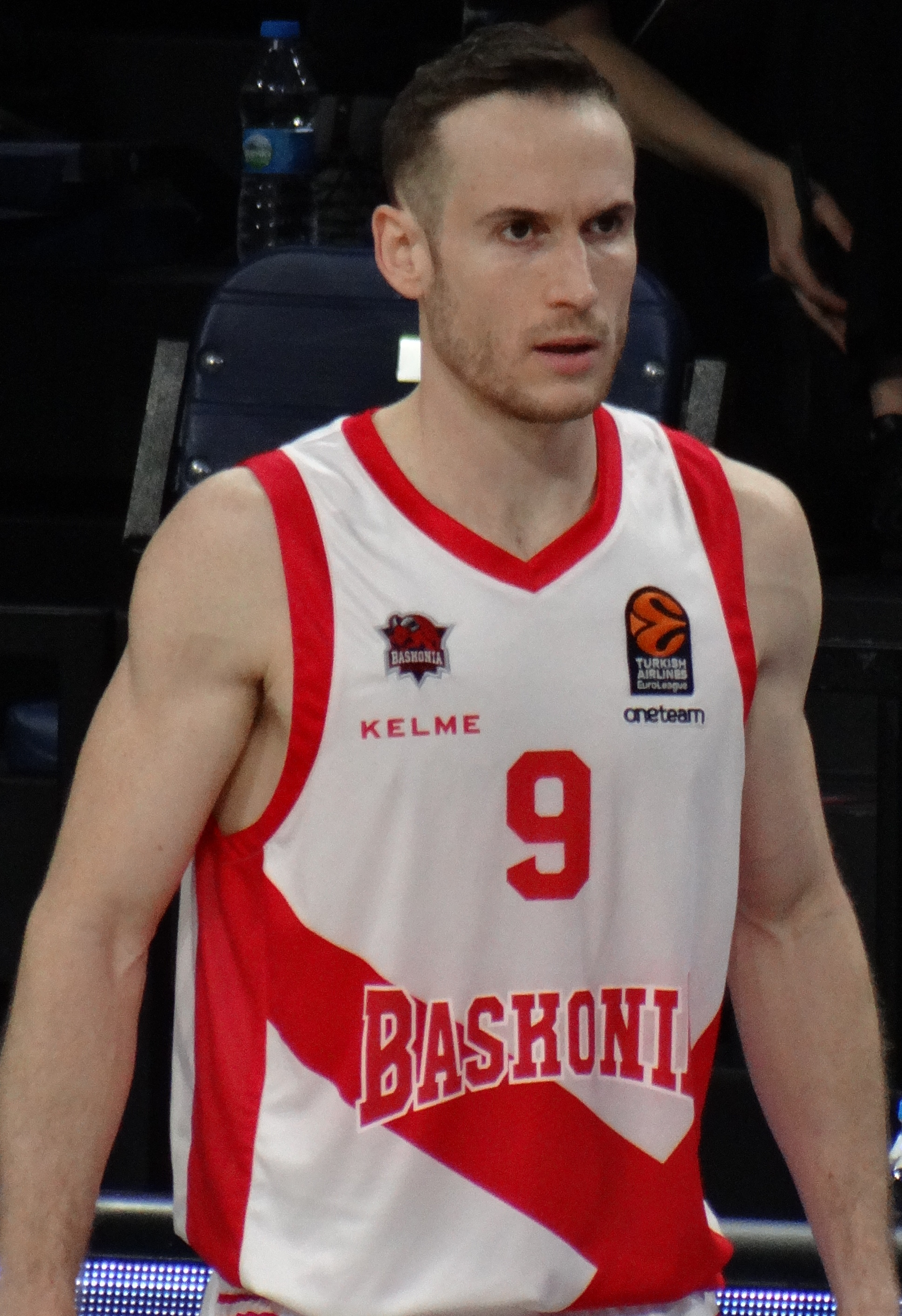
Marcelo Huertas, cuatro veces entre los quintetos.

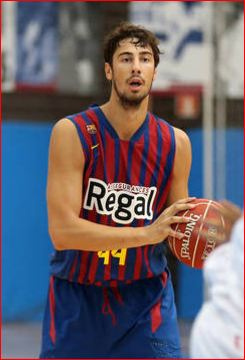
Ante Tomić, cuatro veces elegido entre los mejores pívots.

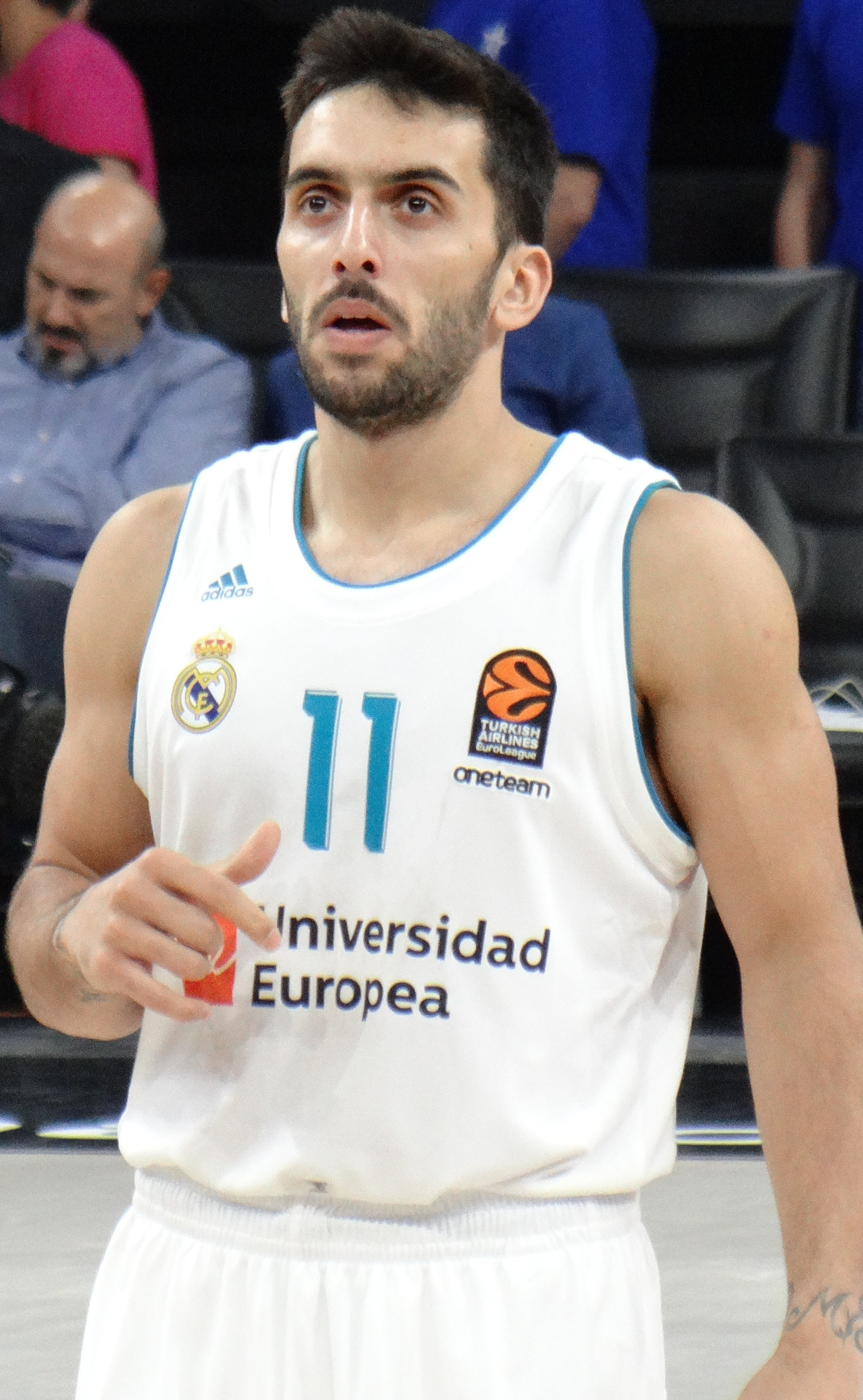
Facundo Campazzo, cuatro veces entre los quintetos.

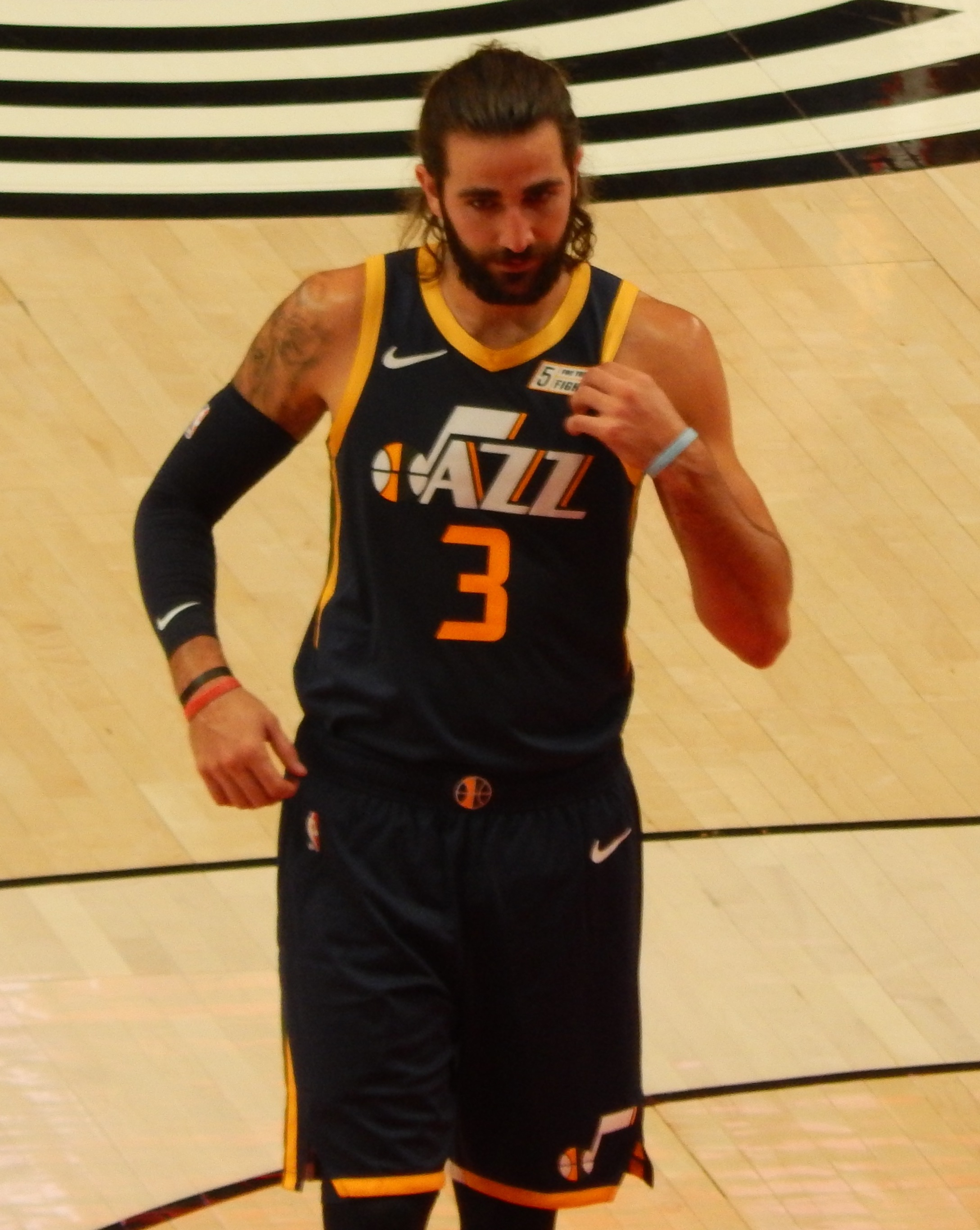
Ricky Rubio, dos veces en el mejor quinteto.

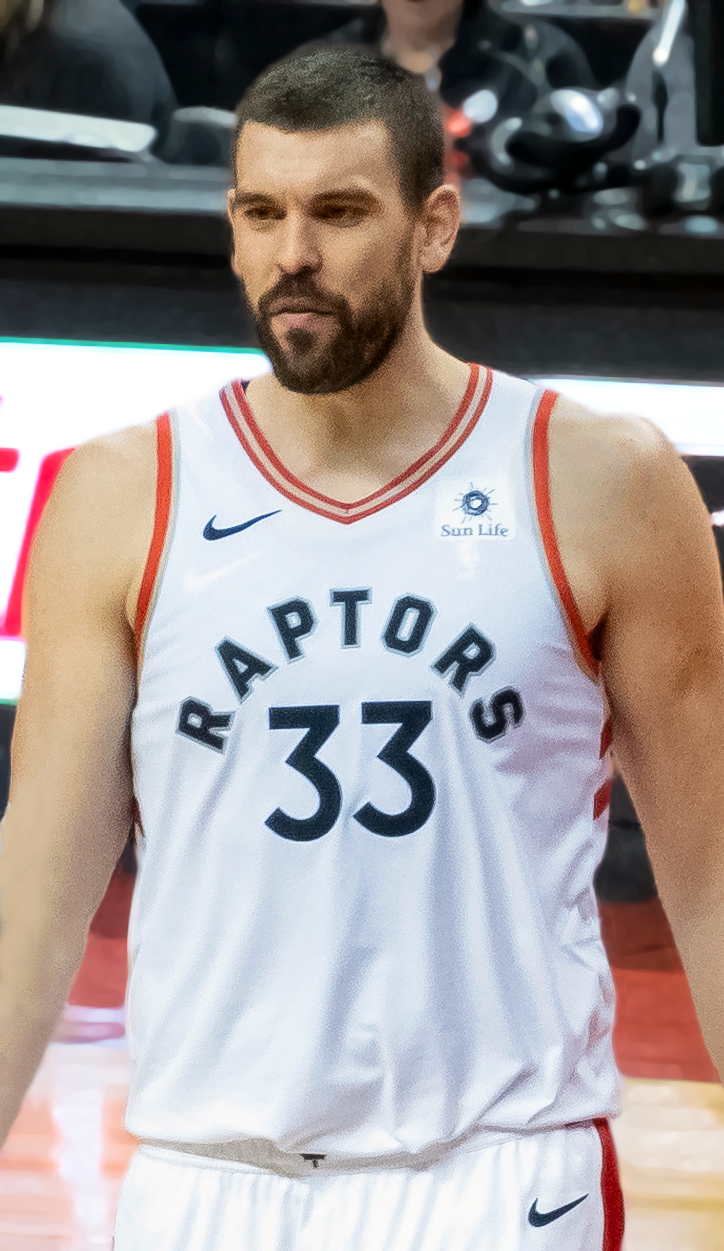
Marc Gasol, una vez en el quinteto ideal y una vez MVP.

| Jugador (X) Designa el número de veces que ha sido elegido.        |
| Negrita indica el jugador que ganó el MVP de la ACB ese mismo año. |

| Temporada | Quinteto Ideal                | Quinteto Ideal          | Segundo Quinteto          | Segundo Quinteto        |
| Temporada | Jugador                       | Equipo                  | Jugador                   | Equipo                  |
| --------- | ----------------------------- | ----------------------- | ------------------------- | ----------------------- |
| 2003-04   | Elmer Bennett                 | Real Madrid             |                           |                         |
| 2003-04   | Dejan Bodiroga                | FC Barcelona            |                           |                         |
| 2003-04   | Andrés Nocioni (MVP)          | TAU Cerámica            |                           |                         |
| 2003-04   | Lou Roe                       | Etosa Alicante          |                           |                         |
| 2003-04   | Luis Scola                    | TAU Cerámica            |                           |                         |
| 2004-05   | José Manuel Calderón          | TAU Cerámica            |                           |                         |
| 2004-05   | Charlie Bell                  | Leche Río Breogán       |                           |                         |
| 2004-05   | Carlos Jiménez                | Adecco Estudiantes      |                           |                         |
| 2004-05   | Jorge Garbajosa               | Unicaja                 |                           |                         |
| 2004-05   | Luis Scola (2×) (MVP)         | TAU Cerámica            |                           |                         |
| 2005-06   | Pablo Prigioni                | TAU Cerámica            |                           |                         |
| 2005-06   | Juan Carlos Navarro (MVP)     | Winterthur FC Barcelona |                           |                         |
| 2005-06   | Carlos Jiménez (2×)           | Adecco Estudiantes      |                           |                         |
| 2005-06   | Jorge Garbajosa (2×)          | Unicaja                 |                           |                         |
| 2005-06   | Luis Scola (3×)               | TAU Cerámica            |                           |                         |
| 2006-07   | Pablo Prigioni (2×)           | TAU Cerámica            |                           |                         |
| 2006-07   | Juan Carlos Navarro (2×)      | Winterthur FC Barcelona |                           |                         |
| 2006-07   | Rudy Fernández                | DKV Joventut            |                           |                         |
| 2006-07   | Felipe Reyes                  | Real Madrid             |                           |                         |
| 2006-07   | Luis Scola (4×) (MVP)         | TAU Cerámica            |                           |                         |
| 2007-08   | Ricky Rubio                   | DKV Joventut            |                           |                         |
| 2007-08   | Marcelinho Huertas            | Iurbentia Bilbao Basket |                           |                         |
| 2007-08   | Rudy Fernández (2×)           | DKV Joventut            |                           |                         |
| 2007-08   | Felipe Reyes (2×)             | Real Madrid             |                           |                         |
| 2007-08   | Marc Gasol (MVP)              | Akasvayu Girona         |                           |                         |
| 2008-09   | Pablo Prigioni (3×)           | TAU Cerámica            |                           |                         |
| 2008-09   | Igor Rakočević                | TAU Cerámica            |                           |                         |
| 2008-09   | Juan Carlos Navarro (3×)      | FC Barcelona Regal      |                           |                         |
| 2008-09   | Fran Vázquez                  | FC Barcelona Regal      |                           |                         |
| 2008-09   | Felipe Reyes (3×) (MVP)       | Real Madrid             |                           |                         |
| 2009-10   | Ricky Rubio (2×)              | Regal FC Barcelona      |                           |                         |
| 2009-10   | Juan Carlos Navarro (4×)      | Regal FC Barcelona      |                           |                         |
| 2009-10   | Carlos Suárez                 | Asefa Estudiantes       |                           |                         |
| 2009-10   | Erazem Lorbek                 | Regal FC Barcelona      |                           |                         |
| 2009-10   | Tiago Splitter (MVP)          | Caja Laboral            |                           |                         |
| 2010-11   | Marcelinho Huertas (2×)       | Caja Laboral            |                           |                         |
| 2010-11   | Jaycee Carroll                | Gran Canaria 2014       |                           |                         |
| 2010-11   | Fernando San Emeterio (MVP)   | Caja Laboral            |                           |                         |
| 2010-11   | Nik Caner-Medley              | Asefa Estudiantes       |                           |                         |
| 2010-11   | Ante Tomić                    | Real Madrid             |                           |                         |
| 2011-12   | Sergio Llull                  | Real Madrid             |                           |                         |
| 2011-12   | Sergi Vidal                   | Lagun Aro GBC           |                           |                         |
| 2011-12   | Andy Panko (MVP)              | Lagun Aro GBC           |                           |                         |
| 2011-12   | Mirza Teletović               | Caja Laboral            |                           |                         |
| 2011-12   | Erazem Lorbek (2×)            | FC Barcelona Regal      |                           |                         |
| 2012-13   | Sergio Rodríguez              | Real Madrid             |                           |                         |
| 2012-13   | Rudy Fernández (3x)           | Real Madrid             |                           |                         |
| 2012-13   | Andrés Nocioni (2×)           | Laboral Kutxa           |                           |                         |
| 2012-13   | Nikola Mirotić (MVP)          | Real Madrid             |                           |                         |
| 2012-13   | Ante Tomić (2x)               | FC Barcelona Regal      |                           |                         |
| 2013-14   | Sergio Rodríguez (2×)         | Real Madrid             |                           |                         |
| 2013-14   | Rudy Fernández (4×)           | Real Madrid             |                           |                         |
| 2013-14   | Romain Sato                   | Valencia Basket         |                           |                         |
| 2013-14   | Nikola Mirotić (2×)           | Real Madrid             |                           |                         |
| 2013-14   | Justin Doellman (MVP)         | Valencia Basket         |                           |                         |
| 2014-15   | Jayson Granger                | Unicaja                 |                           |                         |
| 2014-15   | Sergio Llull (2×)             | Real Madrid             |                           |                         |
| 2014-15   | Pau Ribas                     | Valencia Basket         |                           |                         |
| 2014-15   | Felipe Reyes (4×) (MVP)       | Real Madrid             |                           |                         |
| 2014-15   | Marko Todorović               | Dominion Bilbao Basket  |                           |                         |
| 2015-16   | Sergio Rodríguez (3×)         | Real Madrid             | Tomáš Satoranský          | FC Barcelona Lassa      |
| 2015-16   | Darius Adams                  | Laboral Kutxa Baskonia  | Marko Popović             | Montakit Fuenlabrada    |
| 2015-16   | Álex Mumbrú                   | Dominion Bilbao Basket  | Ádám Hanga                | Laboral Kutxa Baskonia  |
| 2015-16   | Justin Hamilton               | Valencia Basket         | Gustavo Ayón              | Real Madrid             |
| 2015-16   | Ioannis Bourousis (MVP)       | Laboral Kutxa Baskonia  | Dejan Musli               | ICL Manresa             |
| 2016–17   | Sergio Llull (3x) (MVP)       | Real Madrid             | Shane Larkin              | Baskonia                |
| 2016–17   | Edwin Jackson                 | Movistar Estudiantes    | Facundo Campazzo          | UCAM Murcia             |
| 2016–17   | Ádám Hanga (2×)               | Baskonia                | Nemanja Nedović           | Unicaja                 |
| 2016–17   | Bojan Dubljević               | Valencia Basket         | Anthony Randolph          | Real Madrid             |
| 2016–17   | Giorgi Shermadini             | MoraBanc Andorra        | Ante Tomić (3×)           | FC Barcelona Lassa      |
| 2017–18   | Gary Neal                     | Tecnyconta Zaragoza     | Thomas Heurtel            | FC Barcelona Lassa      |
| 2017–18   | Luka Dončić (MVP)             | Real Madrid             | Facundo Campazzo (2×)     | Real Madrid             |
| 2017–18   | Sylven Landesberg             | Movistar Estudiantes    | Mateusz Ponitka           | Iberostar Tenerife      |
| 2017–18   | Tornike Shengelia             | Baskonia                | Bojan Dubljević (2×)      | Valencia Basket         |
| 2017–18   | Henk Norel                    | Delteco GBC             | Ante Tomić (4×)           | FC Barcelona Lassa      |
| 2018-19   | Facundo Campazzo (3×)         | Real Madrid             | Thomas Heurtel (2×)       | FC Barcelona Lassa      |
| 2018-19   | Nicolás Laprovittola (MVP)    | Divina Seguros Joventut | Jaime Fernández           | Unicaja                 |
| 2018-19   | Stan Okoye                    | Tecnyconta Zaragoza     | Javier Beirán             | Iberostar Tenerife      |
| 2018-19   | Bojan Dubljević (3×)          | Valencia Basket         | Tornike Shengelia (2×)    | Baskonia                |
| 2018-19   | Walter Tavares                | Real Madrid             | Vincent Poirier           | Baskonia                |
| 2019-20   | Facundo Campazzo (4×)         | Real Madrid             | Marcelinho Huertas (3×)   | Iberostar Tenerife      |
| 2019-20   | Klemen Prepelič               | Joventut Badalona       | Ádám Hanga (3×)           | FC Barcelona            |
| 2019-20   | Axel Bouteille                | Unicaja                 | Alberto Abalde            | Valencia Basket         |
| 2019-20   | Nikola Mirotić (3×) (MVP)     | FC Barcelona            | Tornike Shengelia (3×)    | Baskonia                |
| 2019-20   | Giorgi Shermadini (2×)        | Iberostar Tenerife      | Walter Tavares (2×)       | Real Madrid (2×)        |
| 2020-21   | Marcelinho Huertas (4×)       | Iberostar Tenerife      | Melo Trimble              | Urbas Fuenlabrada       |
| 2020-21   | Pierria Henry                 | Baskonia                | Cory Higgins              | FC Barcelona            |
| 2020-21   | Xabier López-Arostegui        | Joventut Badalona       | Rokas Giedraitis          | Baskonia                |
| 2020-21   | Giorgi Shermadini (3×) (MVP)  | Iberostar Tenerife      | Nikola Mirotić (4×)       | FC Barcelona            |
| 2020-21   | Walter Tavares (3×)           | Real Madrid             | Jasiel Rivero             | Hereda San Pablo Burgos |
| 2021-22   | Marcelinho Huertas (5×)       | Lenovo Tenerife         | Shannon Evans             | Coosur Real Betis       |
| 2021-22   | Nicolás Laprovittola (2×)     | FC Barcelona            | Isaiah Taylor             | UCAM Murcia             |
| 2021-22   | Džanan Musa (MVP)             | Río Breogán             | Joe Thomasson             | BAXI Manresa            |
| 2021-22   | Chima Moneke                  | BAXI Manresa            | Nikola Mirotić (5×)       | FC Barcelona            |
| 2021-22   | Giorgi Shermadini (4×)        | Lenovo Tenerife         | Edy Tavares (4×)          | Real Madrid             |
| 2022-23   | Markus Howard                 | Saski Baskonia          | Nicolás Laprovittola (3×) | FC Barcelona            |
| 2022-23   | Darius Thompson               | Saski Baskonia          | Joel Parra                | Joventut de Badalona    |
| 2022-23   | Džanan Musa(2×)               | Real Madrid             | Marcelinho Huertas (6×)   | Lenovo Tenerife         |
| 2022-23   | Giorgi Shermadini (MVP) (5×)  | Lenovo Tenerife         | Ante Tomić (5×)           | Joventut de Badalona    |
| 2022-23   | Walter Tavares (5×)           | Real Madrid             | Nikola Mirotić (6×)       | FC Barcelona            |
| 2023-24   | Facundo Campazzo (MVP) (5×)   | Real Madrid             | Marcelinho Huertas (7×)   | Lenovo Tenerife         |
| 2023-24   | Andrés Feliz                  | Joventut de Badalona    | Jean Montero              | Bàsquet Club Andorra    |
| 2023-24   | Markus Howard (2×)            | Saski Baskonia          | Brancou Badio             | BAXI Manresa            |
| 2023-24   | Dylan Osetkowski              | Unicaja                 | Nicolás Brussino          | Gran Canaria            |
| 2023-24   | Giorgi Shermadini (6×)        | Lenovo Tenerife         | Chima Moneke (2×)         | Saski Baskonia          |
| 2024-25   | Marcelinho Huertas (8×) (MVP) | La Laguna Tenerife      | Kendrick Perry            | Unicaja                 |
| 2024-25   | Jean Montero (2×)             | Valencia Basket         | Jerrick Harding           | MoraBanc Andorra        |
| 2024-25   | Mario Hezonja                 | Real Madrid             | Kameron Taylor            | Unicaja                 |
| 2024-25   | Derrick Alston Jr.            | Baxi Manresa            | Jabari Parker             | FC Barcelona            |
| 2024-25   | Ante Tomić (6×)               | Joventut Badalona       | Giorgi Shermadini (7×)    | La Laguna Tenerife      |

## Estadísticas

### Palmarés por países
| País                     | Veces   |
| ------------------------ | ------- |
| España                   | 41 (21) |
| Argentina                | 15 (5)  |
| Estados Unidos           | 14 (14) |
| Georgia                  | 7 (2)   |
| Brasil                   | 6 (2)   |
| Croacia                  | 6 (3)   |
| Francia                  | 5 (4)   |
| Serbia                   | 4 (4)   |
| Eslovenia                | 4 (3)   |
| Montenegro               | 4 (2)   |
| Hungría                  | 3 (1)   |
| Azerbaiyán               | 2 (2)   |
| Bosnia y Herzegovina     | 2 (2)   |
| Nigeria                  | 2 (2)   |
| Cabo Verde               | 4 (1)   |
| República Centroafricana | 1 (1)   |
| Uruguay                  | 1 (1)   |
| Grecia                   | 1 (1)   |
| Bulgaria                 | 1 (1)   |
| República Checa          | 1 (1)   |
| México                   | 1 (1)   |
| Israel                   | 1 (1)   |
| Países Bajos             | 1 (1)   |
| Polonia                  | 1 (1)   |
| Lituania                 | 1 (1)   |
| Cuba                     | 1 (1)   |

- Entre paréntesis el número de jugadores diferentes que han conseguido estar en el quinteto para cada país.

### Más veces en el quinteto
| Jugador              | País                 | Veces | Primer Quinteto | Años                               | Segundo Quinteto | Años             |
| -------------------- | -------------------- | ----- | --------------- | ---------------------------------- | ---------------- | ---------------- |
| Marcelinho Huertas   | Brasil               | 8     | 5               | 2008, 2011, 2021, 2022, 2025       | 3                | 2020, 2023, 2024 |
| Giorgi Shermadini    | Georgia              | 7     | 6               | 2017, 2020, 2021, 2022, 2023, 2024 | 1                | 2025             |
| Nikola Mirotić       | España               | 5     | 3               | 2013, 2014, 2020                   | 2                | 2021, 2022       |
| Ante Tomić           | Croacia              | 5     | 3               | 2011, 2013, 2025                   | 2                | 2016, 2017       |
| Luis Scola           | Argentina            | 4     | 4               | 2004, 2005, 2006, 2007             | 0                | -                |
| Juan Carlos Navarro  | España               | 4     | 4               | 2006, 2007, 2009, 2010             | 0                | -                |
| Rudy Fernández       | España               | 4     | 4               | 2007, 2008, 2013 y 2014            | 0                | -                |
| Felipe Reyes         | España               | 4     | 4               | 2007, 2008, 2009 y 2015            | 0                | -                |
| Facundo Campazzo     | Argentina            | 4     | 2               | 2019 y 2020                        | 2                | 2017 y 2018      |
| Walter Tavares       | Cabo Verde           | 4     | 2               | 2019 y 2021                        | 2                | 2020 y 2022      |
| Pablo Prigioni       | Argentina            | 3     | 3               | 2006, 2007 y 2009                  | 0                | -                |
| Sergio Rodríguez     | España               | 3     | 3               | 2013, 2014 y 2016                  | 0                | -                |
| Sergio Llull         | España               | 3     | 3               | 2012, 2015 y 2017                  | 0                | -                |
| Bojan Dubljević      | Montenegro           | 3     | 2               | 2017 y 2019                        | 1                | 2018             |
| Ádám Hanga           | Hungría              | 3     | 1               | 2017                               | 2                | 2016 y 2020      |
| Tornike Shengelia    | Georgia              | 3     | 1               | 2018                               | 2                | 2019 y 2020      |
| Ricky Rubio          | España               | 2     | 2               | 2008 y 2009                        | 0                | -                |
| Erazem Lorbek        | Eslovenia            | 2     | 2               | 2010 y 2012                        | 0                | -                |
| Nicolás Laprovittola | Argentina            | 2     | 2               | 2019 y 2022                        | 0                | -                |
| Andrés Nocioni       | Argentina            | 2     | 2               | 2004, 2013                         | 0                | -                |
| Jean Montero         | República Dominicana | 2     | 1               | 2025                               | 1                | 2024             |
| Chima Moneke         | Nigeria              | 2     | 1               | 2022                               | 1                | 2024             |
| Thomas Heurtel       | Francia              | 2     | 0               | -                                  | 2                | 2018, 2019       |

### Palmarés por equipo
| Equipo                   | Veces   |
| ------------------------ | ------- |
| Baskonia                 | 26 (17) |
| Real Madrid              | 25 (12) |
| FC Barcelona             | 19 (11) |
| Valencia Basket          | 8 (6)   |
| Estudiantes              | 6 (5)   |
| Málaga                   | 6 (5)   |
| Joventut                 | 6 (5)   |
| Club Baloncesto Canarias | 6 (4)   |
| Bilbao Basket            | 3 (3)   |
| Gipuzkoa Basket          | 3 (3)   |
| Breogán                  | 2 (2)   |
| Zaragoza 2002            | 2 (2)   |
| Fuenlabrada              | 2 (2)   |
| Lucentum Alicante        | 1 (1)   |
| Sant Josep Girona        | 1 (1)   |
| Gran Canaria             | 1 (1)   |
| Basquet Manresa          | 1 (1)   |
| Andorra                  | 1 (1)   |
| UCAM Murcia              | 1 (1)   |
| San Pablo Burgos         | 1 (1)   |

- Entre paréntesis el número de jugadores diferentes que han conseguido estar en el quinteto para cada equipo.